# Lucky (folklór)

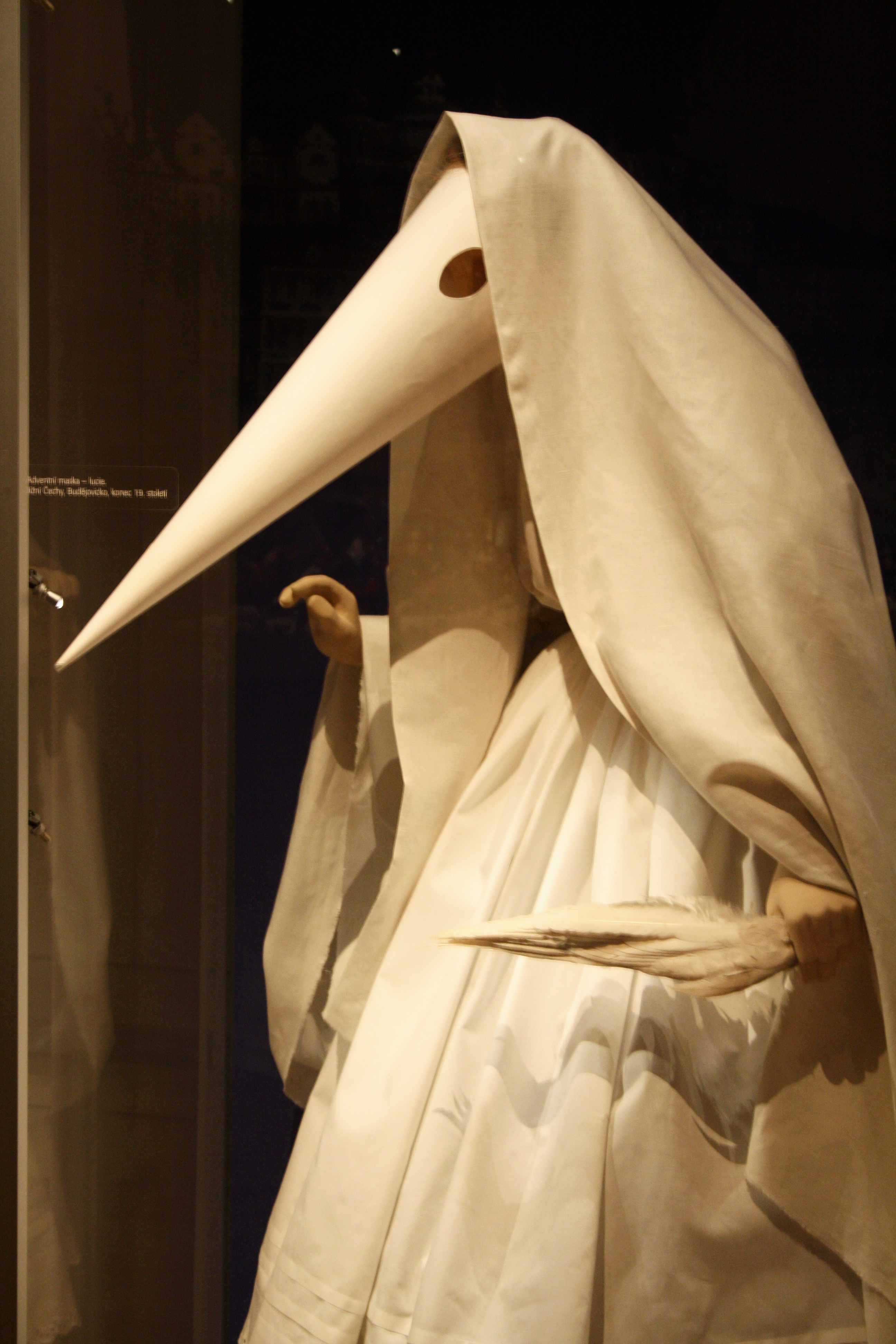
Maska Lucky z konce 19. století z Českobudějovicka, Národopisné muzeum

Lucky jsou maskované ženské postavy, které v české a slovanské lidové kultuře vykonávají v předvečer 13. prosince – svátku svaté Lucie rituální obchůzku. Luckám se podobají další maskované ženské postavy adventu – barborky, perchty a jiné středozimky.

## Česko
Podoby, množství a chování lucek je velmi rozmanité, typicky jsou však oděné v dlouhém bílém rouchu, mají zabílené tváře a kontrolují zákaz předení a šití. Může chodit pouze jedna, dvě, tři i více lucek a mohou být doprovázeny průvodem s postavami jako je kněz, poutník, řezník, kominík nebo družičky. V jižních Čechách měly lucky navíc dlouhé bílé zobáky a tiše vcházely do světnice a vymetaly husí perutí smetí v rámci očistného rituálu. Jinde zase měly masku koňské hlavy nebo byly vedeny dívkou, jež představovala samotnou světici.
Nejstarší zmínka o luckách, respektive o chození s Lucií podal v roce 1804 Jakub Jan Ryba, který o tomto zvyku hovoří jako o luciatství. Jednalo se o dívku v bílých šatech, plachetkou přes vlasy a obličejem pomazaným sádlem a obíleným moukou, kterou bylo hrozeno zlobivým dětem – měla si je dát do břicha. Václav Krolmus zmiňuje Lucku z jižních Čech, co měla velký nůž na párání břich dětí, jež v předvečer jejího svátku nedodržují půst – stejně jako činila o Štědrém dnu Perchta. V Kostelci nad Vltavou chodilo za lucky tři až šest dívek, o soumraku přicházely do stavení, nesrozumitelně pozdravily, symbolicky uklízely, káraly děti a hrozily jim, případně je obdarovávaly pokud se uměly modlit. Pokud narazily na svobodné mladíky, bitím se je snažily dostat z místnosti. V Českých Budějovic chodily lucky dvě, a to den před svátkem svaté Lucie, několikrát bouchaly na dveře, vydávaly zvuk klapání a vysokým hlasem opakovaly „Jdu, jdu, noci upiju“ nebo „Lucie nocí upije“. Jiřina Langhammerová namísto toho zmiňuje šeptané „Jdu, jdu, noci upiju“ průvodu lucek. V moravském Hrozenkově chodili namísto dívek převlečeni za lucky muži. Někde také chodila kobyla Lucka nebo namísto Lucky Perychta.

### Současnost
V roce 1984 ve Velké Bystřici na Hané byla tradice obnovena etnografkou Helenou Lisickou a jejím folklórním souborem – po třech letech však zvyk opět zanikl. Znovu byl zaveden v roce 2012, v roce 2013 se za lucky převlékali mladé ženy i muži vedení Šperchtou oděnou v černém. V Lužné na Valašsku byly průvody lucek obnoveny po téměř osmdesáti letech v roce 2018., v jihočeském Kovářově v roce 2018 průvod lucek navštívil místní základní školu. V muzeu v přírodě Park Rochus v Uherském hradišti obcházely lucky v roce 2019 – přes tradiční zákaz se však v tento den šlo v areálu seznámit i s draním peří.

## Slovensko
Lucky chodívají také na Slovensku,  především na západním a severozápadním Slovensku. Někde mezi svátkem svaté Lucie a Štědrým dnem Lucka nadělovala dětem místo Mikuláše nebo chodily průvody lucek do stavení podobně jako v Česku.
Průvody lucek pořádali v některých vesnicích také Slováci v rumunském Rudohoří, přičemž tento zvyk zpočátku dodržovali i po svém přesídlení do českého Chebska v 70. letech 20. století. Lucky měly podobu tří žen v bílém, se zabílenými tvářemi – jedna z nich měla v ruce husí křídlo, kterým ometala vše v domě, zatímco zbývající dvě ji jen doprovázely a stály u ní.